# Drasteria schematica
Drasteria schematica är en fjärilsart som beskrevs av Edward Meyrick 1902. Drasteria schematica ingår i släktet Drasteria och familjen nattflyn. Inga underarter finns listade i Catalogue of Life.